# Samalapuram
Samalapuram è una suddivisione dell'India, classificata come town panchayat, di 14.816 abitanti, situata nel distretto di Tirupur, nello stato federato del Tamil Nadu. In base al numero di abitanti la città rientra nella classe IV (da 10.000 a 19.999 persone).

## Geografia fisica
La città è situata a 11° 05' 07 N e 77° 12' 22 E.

## Società

### Evoluzione demografica
Al censimento del 2001 la popolazione di Samalapuram assommava a 14.816 persone, delle quali 7.559 maschi e 7.257 femmine. I bambini di età inferiore o uguale ai sei anni assommavano a 1.484, dei quali 756 maschi e 728 femmine. Infine, coloro che erano in grado di saper almeno leggere e scrivere erano 9.615, dei quali 5.096 maschi e 4.519 femmine.